# Chaperiopsis quadrispinosa
Chaperiopsis quadrispinosa är en mossdjursart som först beskrevs av Arnold Girard Kluge 1914.  Chaperiopsis quadrispinosa ingår i släktet Chaperiopsis och familjen Chaperiidae. Inga underarter finns listade i Catalogue of Life.